# Agama rueppelli
Espèce
Synonymes
- Agama vaillanti Boulenger, 1895

Agama rueppelli est une espèce de sauriens de la famille des Agamidae.

## Répartition
Cette espèce se rencontre au Soudan du Sud, dans l'est de l'Éthiopie, dans le Nord du Kenya et en Somalie.

## Description
Ce reptile peut être noir ou rougeâtre. En moyenne, il mesure 28 cm.

## Liste des sous-espèces
Selon The Reptile Database (29 mars 2012) :
- Agama rueppelli occidentalis Parker, 1932
- Agama rueppelli rueppelli Vaillant, 1882
- Agama rueppelli septentrionalis Parker, 1932

## Étymologie
Cette espèce est nommée en l'honneur de Eduard Rüppell.

## Publications originales
- Vaillant, 1882 : Reptiles et Batraciens. Mission G. Révoil aux pays Comalis, Faune et Flore. Faune et Flore des Pays Comalis, Afr. orient, p. 1-25 (texte intégral).
- Parker, 1932 : Scientific results of the Cambridge expedition to the east African lakes, 1930-31. 5. Reptiles and amphibians. The Journal of the Linnean Society of London. Zoology, vol. 38, p. 213-229.